# Хоменциці
Хоменциці (пол. Chomęcice) — село в Польщі, у гміні Коморники Познанського повіту Великопольського воєводства.
Населення — 986 осіб (2011).
У 1975-1998 роках село належало до Познанського воєводства.

## Демографія
Демографічна структура станом на 31 березня 2011 року:
|          | Загалом | Допрацездатний вік | Працездатний вік | Постпрацездатний вік |
| -------- | ------- | ------------------ | ---------------- | -------------------- |
| Чоловіки | 482     | 124                | 314              | 44                   |
| Жінки    | 504     | 95                 | 323              | 86                   |
| Разом    | 986     | 219                | 637              | 130                  |